# Cecily Neville
Cecily Neville, Công tước phu nhân xứ York (tiếng Pháp: Cécile; tiếng Latinh: Caecilia; 3 tháng 5 năm 1415 - 31 tháng 5 năm 1495), hoặc còn tự gọi là Cecylle, là một nữ quý tộc người Anh, vợ của Richard Plantagenet, Công tước thứ 3 xứ York thứ 3 và là mẹ ruột của 3 anh em nhà York, trong đó có 2 vị Quốc vương của Vương quốc Anh, bao gồm: Edward IV của Anh, George, Công tước xứ Clarence và Richard III của Anh.
Bà thường được gọi với những biệt danh như Rose of Raby vì sinh ra ở Lâu đài Raby, hoặc Proud Cis bởi sự tự tin và cáu kỉnh đi theo suốt năm tháng trưởng thành, dù bà thường được ca tụng bởi tính sùng đạo. Chồng của bà, Công tước xứ York, đã cuốn vào việc tranh giành ngai vàng của Vương quốc Anh với tư cách là lãnh đạo nhà York suốt quá trình cuộc Chiến tranh Hoa Hồng, nhưng cuối cùng thất bại và tử hình bởi lãnh đạo nhà Lancaster là Marguerite xứ Anjou, Vương hậu Anh. Sau cùng, con trai bà là Edward IV lên ngôi, giành sự chiến thắng cho nhà York, Cecily vì thế tuy là mẹ của Quốc vương nhưng chưa bao giờ là Thái hậu vì bà chưa từng là Vương hậu, dù suýt chút nữa bà đã có thể trở thành.

## Thiếu thời
Cecily xuất thân từ nhà Neville lừng lẫy của miền Bắc thuộc Vương quốc Anh, là con gái út của Ralph Neville, Bá tước xứ Westmorland thứ nhất và vợ kế của ông, Joan Beaufort, Bà Bá tước xứ Westmorland, một người con gái của John xứ Gaunt, Công tước xứ Lancaster thứ nhất - con trai của Vua Edward III của Anh.
Theo gia phả, bà là em gái của Richard Neville, Bá tước xứ Salisbury thứ 5 và cũng là một người cô của Richard Neville, Bá tước xứ Warwick thứ 16 - một nhân vật quyền lực mà đời sau gọi là ["The Kingmaker"]. Do đó, bà là bà cô của người về sau lấy con trai út của bà, Anne Neville. Bên cạnh đó, bà cũng là một người cô khoảng 3 đời của Catherine Parr, vì bà nội của Catherine Parr chính là Alice Neville, con gái của Richard Neville, Bá tước Salisbury.
Có thể nói Cecily cùng chồng mình là thanh mai trúc mã, vì khi ấy Richard đang chịu sự chăm sóc của Bá tước Westmorland sau cái chết của cha ông, Richard, Bá tước xứ Cambridge. Năm 1424, khi chỉ mới 9 tuổi, Cecily được cha bà hứa hôn cho Richard, khi ấy 13 tuổi. Sang năm sau (1425), Bá tước Westmorland qua đời, Richard tiếp tục được chăm nom bởi Bà Bá tước. Đến năm 1429, vào tháng 10, Cecily và Richard chính thức thành hôn, lúc này Cecily đã 14 tuổi, còn Richard vừa 18 tuổi. Năm 1439, 10 năm sau khi thành hôn, họ mới bắt đầu sinh đứa con đầu tiên ở Northamptonshire. Từ năm 1441, khi Richard tạm thay nhà Vua Henry quản lãnh Rouen, Cecily cũng theo ông đến ấy, và những đứa con từ Henry đến Elizabeth của bà đều được sinh ra tại đây.

## Mẹ của hai vị Vua

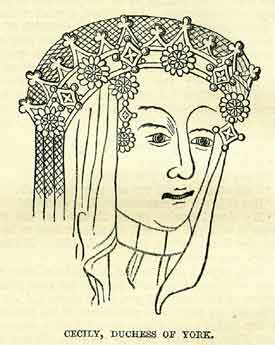
Cecily Neville, Công tước phu nhân xứ York

Năm 1454, Vua Henry VI ngã bệnh, Richard tự mình tuyên bố trở thành nhiếp chính. Đây là khởi đầu cho Chiến tranh Hoa Hồng, cuộc xung đột giữa nhà York do Richard đứng đầu, với nhà Lancaster do Edmund Beaufort, Công tước thứ 2 xứ Somerset lãnh đạo. Trong thời gian này, Cecily trú tại nhà của họ ở Lâu đài Ludlow, dù Richard sau đó phải lánh qua Ireland và lục địa Châu Âu. Vào tháng 11 năm 1459, khi Nghị viện xét xử Richard, Cecily đã tự mình đến London để biện hộ cho chồng, học giả đương thời đã thuật lại rằng Cecily đã thỏa thuận với nhà vua (chủ yếu là Marguerite xứ Anjou, Vương hậu Anh), nếu trong vòng 8 ngày Richard xuất hiện tại Nghị viện, thì sẽ có đặc xá. Nhưng Richard không quy phục, đất đai của Công tước bị tịch thu, nhưng Cecily vẫn nhận được số tiền trợ cấp £600 cho gia đình của mình.

Huy hiệu của Cecily, kết hợp giữa huy hiệu của nhà York và của cha bà, Bá tước xứ Westmorland.

Vào tháng 7 năm 1460, thắng lợi ở Trận Northampton giúp Công tước xứ York được công nhận là Trữ quân qua Đạo luật chấp thuận (Act of Accord), Cecily thậm chí đã được xem là Vương phi xứ Wales và chỉ cần chờ để chính thức trở thành Vương hậu. Bà thậm chí còn nhận được một bản sao của cuốn biên niên sử từ nhà sử học John Hardyng. Tuy nhiên, vào ngày 30 tháng 12 cùng năm đã khiến giấc mộng nhà York tạm thời tiêu tàn, khi trong trận Wakefield, nhà Lancaster đã có chiến thắng lớn. Công tước xứ York, con trai thứ Edmund cùng người anh trai Bá tước Salisbury của Cecily, đều là những người tử nạn sau sự kiện này. Cecily phải gửi hai con trai nhỏ nhất của mình, George và Richard, đến triều đình Bourgogne của Philip III, Công tước xứ Bourgogne.
Con trai cả của Cecily, Edward, tiếp tục hội quân nhà York để chống lại nhà Lancaster. Khi Cecily chuyển đến Lâu đài Baynar, đây trở thành cứ địa chính của nhà York. Sau Trận Towton ngày 29 tháng 3 năm 1461, Edward đã thành công trở thành Quốc vương nước Anh, tức Vua Edward IV. Bà Công tước Cecily, lúc này được tôn vinh là mẹ của Quốc vương, nhưng cũng chỉ là thêm thành tố ["The King's mother"], bà vẫn chỉ là Bà Công tước xứ York, chứ không được tôn thêm địa vị Thái hậu hay gì khác. Điều này hoàn toàn khác với chế độ Đông Á, thì ở Châu Âu, chỉ những ai từng là Vương hậu thì mới được gọi là Thái hậu.
Trong những năm đầu triều đại của con mình, bà tiếp tục vị trí chỉ sau nhà Vua khi luôn có mặt bên cạnh ông. Để tăng địa vị cho mẹ, Edward IV đã cho thêm huy hiệu vào huy hiệu riêng của bà, bảo chứng vị trí thuộc vương tộc Anh. Những năm cuối, Cecily không được ghi lại nhiều, chỉ biết rằng bà có tham dự hòa giải khi tình trạng căng thẳng giữa Edward và đứa con trai thứ của bà, George, trở nên gay gắt, nhất là sau khi George đã giúp Bá tước Warwick lật đổ anh mình vào năm 1470 và 1471, và Vua Edward đã phải xử tử em trai vì tội phản bội.
Sau khi Edward IV qua đời vào năm 1483, con trai út của bà là Richard đã tiếm xưng làm Vương, tức Richard III, sau khi hai đứa cháu nội của bà là Edward cùng Richard đều bị xem là đã chết. Bà tiếp tục được tôn kính khi là mẹ của Quốc vương. Thời gian này vai trò của bà không có gì đáng chú ý, vì bà đã bắt đầu chuyên tâm vào tôn giáo - điều cần thiết và điển hình của tất cả phụ nữ thời Trung Cổ. Đến tận khi Richard III qua đời, và cháu gái bà Elizabeth xứ York trở thành Vương hậu của Henry VII của Anh, Bà Công tước Cecily chỉ được biết đến qua các hoạt động từ thiện và tôn giáo, mà không có bất kỳ biểu hiện nào của việc tham gia chính trị.
Ngày 31 tháng 5 năm 1495, Cecily qua đời khi thọ 80 tuổi, một số tuổi rất hiếm vào thời gian ấy. Bà được an táng vào bên cạnh chồng bà trong Nhà thờ St Mary và các vị Thánh, khu vực Fotheringhay thuộc Northamptonshire, với một buổi lễ đặc ân từ Giáo hoàng. Địa vị của Cecily luôn được bảo toàn vào đời sau, do bà là bà nội của Elizabeth xứ York, do vậy cũng là tổ tiên của tất cả quân chủ Anh từ thời nhà Tudor, và xa hơn là nhà Stuart kể từ Vua James V.

## Tổ tiên
| \| \| \| \| \| \| \| \| \| \| \| 8. Ralph Neville, Nam tước Neville 2 xứ Raby \| \| \| \| \| \| \| \| \| \| \| \| \| \| \| \| \| \| \| \| \| \| \| \| \| \| \| \| \| \| \| \| \| \| \| \| \| \| \| \| \| \| \| \| \| \| \| \| \| \| \| 4. John Neville, Nam tước Neville thứ 3 xứ Raby \| \| \| \| \| \| \| \| \| \| \| \| \| \| \| \| \| \| \| \| \| \| \| \| \| \| \| \| \| \| \| \| \| \| \| \| \| \| \| \| \| \| \| \| \| \| \| \| \| \| \| \| \| \| \| \| \| \| \| \| 9. Alice Audley \| \| \| \| \| \| \| \| \| \| \| \| \| \| \| \| \| \| \| \| \| \| \| \| \| \| \| \| \| \| \| \| \| \| \| \| \| \| \| \| \| \| \| \| \| \| \| \| \| \| \| \| \| \| \| \| \| \| \| \| 2. Ralph Neville, Bá tước xứ Westmorland thứ nhất \| \| \| \| \| \| \| \| \| \| \| \| \| \| \| \| \| \| \| \| \| \| \| \| \| \| \| \| \| \| \| \| \| \| \| \| \| \| \| \| \| \| \| \| \| \| \| \| \| \| \| \| \| \| \| \| \| \| \| \| 10. Henry de Percy, Nam tước Percy thứ 2 xứ Alnwick \| \| \| \| \| \| \| \| \| \| \| \| \| \| \| \| \| \| \| \| \| \| \| \| \| \| \| \| \| \| \| \| \| \| \| \| \| \| \| \| \| \| \| \| \| \| \| \| \| \| \| \| \| \| \| \| \| \| \| \| 5. Maud Percy \| \| \| \| \| \| \| \| \| \| \| \| \| \| \| \| \| \| \| \| \| \| \| \| \| \| \| \| \| \| \| \| \| \| \| \| \| \| \| \| \| \| \| \| \| \| \| \| \| \| \| \| \| \| \| \| \| \| \| \| 11. Idonea Clifford \| \| \| \| \| \| \| \| \| \| \| \| \| \| \| \| \| \| \| \| \| \| \| \| \| \| \| \| \| \| \| \| \| \| \| \| \| \| \| \| \| \| \| \| \| \| \| \| \| \| \| \| \| \| \| \| \| \| \| \| 1. Cecily Neville, Bà Công tước xứ York \| \| \| \| \| \| \| \| \| \| \| \| \| \| \| \| \| \| \| \| \| \| \| \| \| \| \| \| \| \| \| \| \| \| \| \| \| \| \| \| \| \| \| \| \| \| \| \| \| \| \| \| \| \| \| \| \| \| \| \| 12. Edward III của Anh \| \| \| \| \| \| \| \| \| \| \| \| \| \| \| \| \| \| \| \| \| \| \| \| \| \| \| \| \| \| \| \| \| \| \| \| \| \| \| \| \| \| \| \| \| \| \| \| \| \| \| \| \| \| \| \| \| \| \| \| 6. John xứ Gaunt, Công tước xứ Lancaster thứ nhất \| \| \| \| \| \| \| \| \| \| \| \| \| \| \| \| \| \| \| \| \| \| \| \| \| \| \| \| \| \| \| \| \| \| \| \| \| \| \| \| \| \| \| \| \| \| \| \| \| \| \| \| \| \| \| \| \| \| \| \| 13. Philippa xứ Hainault \| \| \| \| \| \| \| \| \| \| \| \| \| \| \| \| \| \| \| \| \| \| \| \| \| \| \| \| \| \| \| \| \| \| \| \| \| \| \| \| \| \| \| \| \| \| \| \| \| \| \| \| \| \| \| \| \| \| \| \| 3. Joan Beaufort \| \| \| \| \| \| \| \| \| \| \| \| \| \| \| \| \| \| \| \| \| \| \| \| \| \| \| \| \| \| \| \| \| \| \| \| \| \| \| \| \| \| \| \| \| \| \| \| \| \| \| \| \| \| \| \| \| \| \| \| 14. Sir Payne de Roet \| \| \| \| \| \| \| \| \| \| \| \| \| \| \| \| \| \| \| \| \| \| \| \| \| \| \| \| \| \| \| \| \| \| \| \| \| \| \| \| \| \| \| \| \| \| \| \| \| \| \| \| \| \| \| \| \| \| \| \| 7. Katherine Swynford \| \| \| \| \| \| \| \| \| \| \| \| \| \| \| \| \| \| \| \| \| \| \| \| \| \| \| \| \| \| \| \| \| \| \| \| \| \| \| \| \| \| \| |                                                     |  |  |  |  |  |  |  |  |                                              |  |  |  |
| |                                                     |  |  |  |  |  |  |  |  | 8. Ralph Neville, Nam tước Neville 2 xứ Raby |  |  |  |
| |                                                     |  |  |  |  |  |  |  |  |                                              |  |  |  |
| |                                                     |  |  |  |  |  |  |  |  |                                              |  |  |  |
| |                                                     |  |  |  |  |  |  |  |  |                                              |  |  |  |
| | 4. John Neville, Nam tước Neville thứ 3 xứ Raby     |  |  |  |  |  |  |  |  |                                              |  |  |  |
| |                                                     |  |  |  |  |  |  |  |  |                                              |  |  |  |
| |                                                     |  |  |  |  |  |  |  |  |                                              |  |  |  |
| |                                                     |  |  |  |  |  |  |  |  |                                              |  |  |  |
| | 9. Alice Audley                                     |  |  |  |  |  |  |  |  |                                              |  |  |  |
| |                                                     |  |  |  |  |  |  |  |  |                                              |  |  |  |
| |                                                     |  |  |  |  |  |  |  |  |                                              |  |  |  |
| |                                                     |  |  |  |  |  |  |  |  |                                              |  |  |  |
| | 2. Ralph Neville, Bá tước xứ Westmorland thứ nhất   |  |  |  |  |  |  |  |  |                                              |  |  |  |
| |                                                     |  |  |  |  |  |  |  |  |                                              |  |  |  |
| |                                                     |  |  |  |  |  |  |  |  |                                              |  |  |  |
| |                                                     |  |  |  |  |  |  |  |  |                                              |  |  |  |
| | 10. Henry de Percy, Nam tước Percy thứ 2 xứ Alnwick |  |  |  |  |  |  |  |  |                                              |  |  |  |
| |                                                     |  |  |  |  |  |  |  |  |                                              |  |  |  |
| |                                                     |  |  |  |  |  |  |  |  |                                              |  |  |  |
| |                                                     |  |  |  |  |  |  |  |  |                                              |  |  |  |
| | 5. Maud Percy                                       |  |  |  |  |  |  |  |  |                                              |  |  |  |
| |                                                     |  |  |  |  |  |  |  |  |                                              |  |  |  |
| |                                                     |  |  |  |  |  |  |  |  |                                              |  |  |  |
| |                                                     |  |  |  |  |  |  |  |  |                                              |  |  |  |
| | 11. Idonea Clifford                                 |  |  |  |  |  |  |  |  |                                              |  |  |  |
| |                                                     |  |  |  |  |  |  |  |  |                                              |  |  |  |
| |                                                     |  |  |  |  |  |  |  |  |                                              |  |  |  |
| |                                                     |  |  |  |  |  |  |  |  |                                              |  |  |  |
| | 1. Cecily Neville, Bà Công tước xứ York             |  |  |  |  |  |  |  |  |                                              |  |  |  |
| |                                                     |  |  |  |  |  |  |  |  |                                              |  |  |  |
| |                                                     |  |  |  |  |  |  |  |  |                                              |  |  |  |
| |                                                     |  |  |  |  |  |  |  |  |                                              |  |  |  |
| | 12. Edward III của Anh                              |  |  |  |  |  |  |  |  |                                              |  |  |  |
| |                                                     |  |  |  |  |  |  |  |  |                                              |  |  |  |
| |                                                     |  |  |  |  |  |  |  |  |                                              |  |  |  |
| |                                                     |  |  |  |  |  |  |  |  |                                              |  |  |  |
| | 6. John xứ Gaunt, Công tước xứ Lancaster thứ nhất   |  |  |  |  |  |  |  |  |                                              |  |  |  |
| |                                                     |  |  |  |  |  |  |  |  |                                              |  |  |  |
| |                                                     |  |  |  |  |  |  |  |  |                                              |  |  |  |
| |                                                     |  |  |  |  |  |  |  |  |                                              |  |  |  |
| | 13. Philippa xứ Hainault                            |  |  |  |  |  |  |  |  |                                              |  |  |  |
| |                                                     |  |  |  |  |  |  |  |  |                                              |  |  |  |
| |                                                     |  |  |  |  |  |  |  |  |                                              |  |  |  |
| |                                                     |  |  |  |  |  |  |  |  |                                              |  |  |  |
| | 3. Joan Beaufort                                    |  |  |  |  |  |  |  |  |                                              |  |  |  |
| |                                                     |  |  |  |  |  |  |  |  |                                              |  |  |  |
| |                                                     |  |  |  |  |  |  |  |  |                                              |  |  |  |
| |                                                     |  |  |  |  |  |  |  |  |                                              |  |  |  |
| | 14. Sir Payne de Roet                               |  |  |  |  |  |  |  |  |                                              |  |  |  |
| |                                                     |  |  |  |  |  |  |  |  |                                              |  |  |  |
| |                                                     |  |  |  |  |  |  |  |  |                                              |  |  |  |
| |                                                     |  |  |  |  |  |  |  |  |                                              |  |  |  |
| | 7. Katherine Swynford                               |  |  |  |  |  |  |  |  |                                              |  |  |  |
| |                                                     |  |  |  |  |  |  |  |  |                                              |  |  |  |
| |                                                     |  |  |  |  |  |  |  |  |                                              |  |  |  |

## Hậu duệ
| Tên                                                | Chân dung | Ngày sinh và ngày mất                                | Ghi chú |
| -------------------------------------------------- | --------- | ---------------------------------------------------- | --- |
| Anne xứ York, Bà Công tước xứ Exeter               |           | 10 tháng 8 năm 1439 - 14 tháng 1 năm 1476 (36 tuổi)  | Kết hôn (1) Henry Holland, Công tước xứ Exeter thứ 3. Có hậu duệ. Kết hôn (2) Thomas St. Leger. Có hậu duệ.                     |
| Henry xứ York                                      |           | 10 tháng 2 năm 1441                                  | Sinh non. |
| Edward IV của Anh                                  |           | 28 tháng 4 năm 1442 – 9 tháng 4 năm 1483 (40 tuổi)   | Kết hôn với Elizabeth Woodville. Có hậu duệ.                                                                                    |
| Edmund, Bá tước Rutland                            |           | 17 tháng 5 năm 1443 - 30 tháng 12 năm 1460 (17 tuổi) | Không kết hôn. Không hậu duệ.                                                                                                   |
| Elizabeth xứ York, Công tước phu nhân xứ Suffolk   |           | 22 tháng 4 năm 1444 - khoảng 1503 (khoảng 58 tuổi)   | Kết hôn với John de la Pole, Công tước xứ Suffolk thứ 2. Có hậu duệ.                                                            |
| Margaret xứ York                                   |           | 3 tháng 5 năm 1446 - 23 tháng 11 năm 1503 (57 tuổi)  | Kết hôn với Charles I, Công tước xứ Bourgogne. Không hậu duệ.                                                                   |
| William xứ York                                    |           | 7 tháng 7 năm 1477                                   | Chết non. |
| John xứ York                                       |           | 7 tháng 11 năm 1488                                  | Chết non. |
| George Plantagenet, Công tước xứ Clarence thứ nhất |           | 21 tháng 10 năm 1449 - 18 tháng 2 năm 1478 (28 tuổi) | Kết hôn với Isabel Neville, Bà Công tước xứ Clarence. Có hậu duệ, Margaret Pole, Nữ Bá tước xứ Salisbury và Edward Plantagenet. |
| Thomas xứ York                                     |           | 1450 hoặc 1451                                       | Chết non. |
| Richard III của Anh                                |           | 2 tháng 10 năm 1452 – 22 tháng 8 năm 1485 (32 tuổi)  | Kết hôn với Anne Neville. Có hậu duệ.                                                                                           |
| Ursula xứ York                                     |           | 22 tháng 7 năm 1455                                  | Chết non. |